# Ermanno I di Winzenburg
Ermanno I di Winzenburg (Vornbach, 1083 ca. – Segeberg, 1137 o 1138) fu conte di Vornbach e Radelberg, dal 1109 al 1130 fu anche conte di Winzenburg e dal 1122 al 1138 fu conte di Reinhausen. Poi fu langravio di Turingia dal 1111 al 1130 e margravio di Meißen dal 1124 al 1130. Infine, fu anche alto balivo dell'abbazia di Corvey.

## Biografia
Ermanno I era figlio del conte di Vornbach Meginardo IV e di sua moglie Matilda, figlia del conte di Reinhausen Elli II.
In giovane età si trasferì presso suo zio materno, il vescovo di Hildesheim Udo, a Hildesheim, dove frequentò la scuola della cattedrale. Dallo zio Udo ricevette in feudo il castello di Winzenburg, situato a sud-est di Alfeld, dal quale prese il cognome. All'età di sedici anni si recò con lo zio a Magonza, dove venne presentato all'imperatore Enrico IV il 9 novembre 1099. In seguito, divenne un potente consigliere dell'imperatore Enrico V.
Nel 1109 l'imperatore lo inviò a Roma, in qualità membro di una missione diplomatica, mentre tra il 1111 e il 1112 divenne il primo langravio di Turingia, la quale era venne scorporata dal ducato di Sassonia. In questo periodo dovette adempiere ai a distanza suoi obblighi di vogt dell'abbazia di Corvey, che però non venne difesa da Ermanno quando i figli del conte di Schwalenberg Vitichindo I l'attaccarono. Nella lotta per le investiture si schierò con il papa, finendo per essere costretto a fuggire dalla sua terra natale, trovando rifugio nell'area dell'Inn superiore. In quel periodo fece una grande donazione all'abbazia di Göttweig.
Nel 1122 suo zio, il conte di Reinhausen Ermanno III, morì a Vornbach senza lasciare discendenza maschile. Come suo parente più stretto, Ermanno ereditò la contea di Reinhausen e divenne anche vogt dell'abbazia di Reinhausen, che i suoi antenati per linea materna avevano fondato. Nello stesso anno suo padre morì ed Ermanno ereditò anche le contee di Windberg, di Vornbach e di Leinegau.
Nel 1130 entrò in conflitto con il conte di Loccum Burcardo I, un consigliere dell'imperatore Lotario III, per la costruzione di un castello di Burcardo. Così, Ermanno lo fece assassinare in un cimitero. Durante la dieta di Quedlinburg del 18 agosto 1130, a causa di questo omicidio, Ermanno fu dichiarato fuorilegge e tutti i suoi feudi furono confiscati e spartiti tra alcuni aristocratici fedeli all'imperatore:
- Il langraviato di Turingia fu assegnato a Ludovico VII di Baviera-Ingolstadt
- Il margraviato di Meißen fu assegnato a Corrado di Wettin
- I territori limitrofi a Winzenburg vennero annessi al principato vescovile di Hildesheim, perché erano feudi di Hildesheim

Ermanno e i suoi figli si rifugiarono nel castello di Winzenburg, che fu assediato per diversi mesi dall'esercito inviato dall'imperatore. La fortezza cadde il 31 dicembre 1130 ed Ermanno fu arrestato e imprigionato a Blankenburg, per poi essere tenuto in carcere per diversi anni in Renania. Nel 1134 fu rilasciato e gli furono affidati compiti difensivi in Holstein, in particolare, venne messo a capo della fortezza di Segeberg, dove morì tra il 1137 e il 1138. La sua morte è menzionata in un documento che parla della famiglia fondatrice dell'abbazia di Reinhausen, scritto dall'abate Reinardo tra il 1153 e il 1156. Lo stesso Reinardo morì il 7 maggio 1156 e fu sepolto nella chiesa dell'abbazia di Reinhausen.

## Matrimoni e discendenza
Ermanno I si sposò due volte. La sua prima moglie fu una contessa di Everstein, il cui nome non è noto. Con lei ebbe due figli:
- Sofia (1105 circa – 25 marzo 1160), che sposò il margravio di Brandeburgo Alberto l'Orso;
- Corrado.

La sua seconda moglie fu Edvige di Assel-Woltingerode o Edvige di Carniola, nipote del conte Ulrico II di Weimar-Orlamünde († 1112). Un altro padre della sposa potrebbe essere stato Poppo II, margravio di Carniola e d'Istria. Con lei, ebbe altri quattro figli:
- Beatrice II, badessa di Quedlinburg († 2 aprile 1160);
- Ermanno II (circa 1110 – 20 o 30 gennaio 1152);
- Matilda (conosciuta anche come Jutta) († 22 maggio 1155), sposata nel 1128 con il conte di Stade Udo IV, margravio della marca del Nord;
- Enrico (circa 1110 – 1146), conte di Assel.